# Dylan Frittelli
Dylan Ashley Frittelli (Johannesburg, 5 juni 1990) is een golfprofessional uit Zuid-Afrika.

## Amateur
Frittelli was de beste amateur van Zuid-Afrika toen hij in 2008 naar de Verenigde Staten vertrok om geografie te studeren aan de University of Texas. Hij speelde vier jaar college golf en kreeg aan het einde van zijn studie de Byron Nelson Award, die uitgereikt wordt aan de student met de beste academische en sportieve prestaties. Aan het einde van zijn amateurcarrière had hij handicap +4.

### Overwinningen
- 2007: Callaway Junior World Golf Championship
- 2008: South African Boys' Championship

### Teamdeelnames
- 2008: Eisenhower Trophy in Adelaide
- 2012: NCCA Team Championship (University of Texas)

## Professional
Frittelli werd prof in de loop van 2012 waarna hij nog enkele toernooien speelde op de Europse PGA Tour. In 2013 speelde hij 20 toernooien op de Challenge Tour en in juni 2013 won hij de Kärnten Golf Open maar dat was niet voldoende om naar de Europese Tour te promoveren. Eerder dat jaar won Frittelli ook nog de Roodepoort CC, een toernooi op de Big Easy Tour, het kleine broertje van de Sunshine Tour. Ook in 2014 en 2015 speelde Frittelli afwisselend op de Challenge Tour en de Sunshine Tour. In 2016 won Frittelli de Rolex Trophy op de Challenge Tour. Mede dankzij andere goede resultaten beëindigde Frittelli eind 2016 op de 8e plaats in de order of merit van de Challenge Tour, waardoor hij vanaf 2017 mocht aantreden op de Europese PGA Tour.
Na een gedeelde tweede plaats op het Eye of Africa PGA Championship en een tweede plaats na een playoff tegen Alexander Lévy op de Volvo China Open won Frittelli in juni zijn eerste toernooi op de Europese PGA Tour: met een score van 276 was hij de beste op de Lyoness Open waarmee hij 1 slag beter deed dan David Horsey, Mikko Korhonen en Jbe' Kruger. In december 2017 was Frittelli ook de eindwinnaar van de AfrAsia Bank Mauritius Open. Frittelli eindigde op de 19e plaats op de Race to Dubai van 2017.  Vanaf 2018 speelde Frittelli ook enkele toernooien op de PGA Tour en de Web.com Tour. Dankzij een goede prestatie op de Web.com Tour Finals kon Frittelli zich verzekeren van een tourkaart voor de PGA Tour van 2018/19. In juli 2019 was Frittelli de beste op de John Deere Classic, zijn eerste zege op de PGA Tour.
In 2020 speelde Frittelli voor de tweede keer op het Masters Tournament. Na de eerste dag deelde Frittelli de leiding om uiteindelijk de Masters op een mooie 5e plaats af te sluiten. Ook tijdens The Open Championship van 2021 eindigde Frittelli op de 5e plaats.

### Overwinningen
| Jaar | Toernooi                    | Tour                                                    |
| ---- | --------------------------- | ------------------------------------------------------- |
| 2013 | Kärnten Golf Open           | Challenge Tour                                          |
| 2013 | Roodepoort CC               | Big Easy Tour                                           |
| 2016 | Rolex Trophy                | Challenge Tour                                          |
| 2017 | Lyoness Open                | Europese PGA Tour                                       |
| 2017 | AfrAsia Bank Mauritius Open | Sunshine Tour, Europese PGA Tour en Aziatische PGA Tour |
| 2019 | John Deere Classic          | PGA Tour                                                |

### Resultaten op deMajors
| Major                 | 2012 | 2013 | 2014 | 2015 | 2016 | 2017 | 2018 | 2019 | 2020 | 2021 | 2022 | 2023 |
| --------------------- | ---- | ---- | ---- | ---- | ---- | ---- | ---- | ---- | ---- | ---- | ---- | ---- |
| Masters Tournament    |      |      |      |      |      |      | CUT  |      | T5   | CUT  |      |      |
| U.S. Open             |      |      |      |      |      |      | CUT  |      |      | T46  |      |      |
| The Open Championship |      |      |      |      |      | CUT  | CUT  | T32  | G.T. | T5   | T28  |      |
| PGA Championship      |      |      |      |      |      | T63  | T31  | CUT  | T33  | CUT  |      |      |

CUT = miste de cut halverwege

G.T. = geen toernooi

### Resultaten op deWorld Golf Championships
| Toernooi             | 2012 | 2013 | 2014 | 2015 | 2016 | 2017 | 2018 | 2019 | 2020 | 2021 | 2022 | 2023 |
| -------------------- | ---- | ---- | ---- | ---- | ---- | ---- | ---- | ---- | ---- | ---- | ---- | ---- |
| WGC Kampioenschap    |      |      |      |      |      |      | T55  |      |      |      |      |      |
| WGC Matchplay        |      |      |      |      |      |      | T36  |      | G.T. | R16  |      |      |
| WGC Invitational     |      |      |      |      |      |      |      |      |      |      |      |      |
| WGC - HSBC Champions |      |      |      |      |      |      |      |      | G.T. | G.T. | G.T. |      |

G.T. = Geen toernooi